# Riedstadt-Goddelau
Riedstadt-Goddelau (niem: Bahnhof Riedstadt-Goddelau) – stacja kolejowa w Riedstadt, w regionie Hesja, w Niemczech. Znajduje się na linii Riedbahn i jest obsługiwana przez pociągi S-Bahn.
Według klasyfikacji Deutsche Bahn posiada kategorię 4.

## Historia
Stacja została otwarta w dniu 15 kwietnia 1869 roku pod nazwą Goddelau-Erfelden. nazwa stacji odnosiła się do dwóch dzielnic Riedstadt: Goddelau i Erfelden. W dniu 29 maja 1869 roku otwarto trasę Darmstadt Hbf poprzez Goddelau i Biblis do stacji Rosengarten, który leżał w Wormacji, na przeciwnym brzegu rzeki, zainaugurowaną przez wielkiego księcia Hesji Reinharda Carla Friedricha von Dalwigk. Rosengarten była stacją końcową do czasu kiedy wybudowano most na renie w 1900 roku.
Stacja zmieniła nazwę na obecną 1 stycznia 1977 r.

## Połączenia
Rüdesheim jest obsługiwane przez pociągi Stadt-Express linii 10 (RheingauLinie) prowadzoną przez Rhein-Main-Verkehrsverbund co godzinę, oraz co półgodziny w szczycie ruchu.

## Linie kolejowe
- Riedbahn